# فوجیکو کوجیما
فوجیکو کوجیما (انگلیسی: Fujiko Kojima؛ زادهٔ ۱۶ دسامبر ۱۹۹۳) بازیگر اهل کشور ژاپن است. از فیلم‌هایی که وی بازی کرده‌است می‌توان به مجموعهٔ تلویزیونی میخک اشاره کرد.